# Vattlång
Vattlång är en småort i Harmångers socken i Nordanstigs kommun, Gävleborgs län.
Ortens största företag är Häggs Bildemontering, Anderssons Buss samt Lasse Grävare.